# Peter Debye
Peter Debye (Maastricht, 24 marzo 1884 – Ithaca, 2 novembre 1966) è stato un chimico, fisico e cristallografo olandese, vincitore del Premio Nobel per la chimica nel 1936 per «i suoi contributi alla conoscenza della struttura molecolare, attraverso lo studio dei dipoli elettrici e della diffrazione dei raggi X e degli elettroni nei gas». È stato uno dei pionieri nell'indagine della struttura delle molecole e dei cristalli.

## Prima del Nobel
La sua formazione scientifica cominciò alla Technische Hochschule (politecnico) di Aquisgrana, studiando fisica teorica con Arnold Sommerfeld, che in seguito dichiarò che Debye era stata la sua più grande scoperta. Al politecnico Debye si diplomò in ingegneria elettrica nel 1905 e lavorò per due anni come assistente, prima di trasferirsi all'Università di Monaco di Baviera, dove conseguì il dottorato in fisica nel 1908, e divenne libero docente nel 1910. Nello stesso anno derivò in maniera più semplice la legge della radiazione del corpo nero già ricavata da Max Planck.
I successivi spostamenti come professore di fisica toccarono in successione Zurigo (1911), Utrecht (1912), Gottinga (1913), nuovamente Zurigo (1920), Lipsia (1927) e infine Berlino (1934), dove diventò direttore del Kaiser-Wilhelm-Institut, che contribuì a trasformare nell'attuale Max-Planck-Institut nel 1938. Nel 1913 sposò Mathilde Alberer, da cui ebbe due figli, uno dei quali divenne fisico e collaborò col padre in alcune delle sue ricerche.

## Attività scientifica prima del Nobel
- Il suo primo contributo importante, nel 1912, fu l'applicazione del concetto di momento di dipolo alla distribuzione della carica elettrica alle molecole asimmetriche, con lo sviluppo di equazioni che legavano il momento di dipolo alla temperatura, alla costante dielettrica, al rilassamento, ecc.
- Nel 1912 estese la teoria del calore specifico di Albert Einstein alle basse temperature, includendo il contributo dei fononi di bassa frequenza (modello di Debye).
- Nel 1913 estese la teoria della struttura atomica di Bohr introducendo le orbite ellittiche.
- Fra 1914 e 1915, calcolò insieme a Paul Scherrer l'effetto della temperatura sui pattern di diffrazione dei raggi X prodotti dai cristalli.
- Nel 1923, insieme al suo assistente Erich Hückel, migliorò la teoria della Conduttività elettrica delle soluzioni di elettroliti, dovuta a Svante Arrhenius. Nonostante la legge di Debye-Hückel sia stata modificata pochi anni dopo da Lars Onsager, è ancora considerata una pietra miliare nella comprensione delle soluzioni elettrolitiche.
- Sempre nel 1923, formulò una teoria per spiegare l'effetto Compton, lo spostamento in energia dei raggi X a causa dell'interazione con elettroni.

## Il premio Nobel e oltre
Nel 1936, Debye venne insignito del Premio Nobel per la Chimica "per il suo contributo allo studio della struttura molecolare", dovuto soprattutto ai suoi lavori sulla diffrazione e sui dipoli elettrici.
Nel 1938, il governo nazista fece pressione su Debye perché lasciasse la cittadinanza olandese in favore di quella tedesca. Debye, approfittando di un invito della Cornell University, preferì emigrare negli Stati Uniti, dove si stabilì vicino a New York.
Alla Cornell University, dove fu direttore del dipartimento di chimica per dieci anni, si dedicò alle tecniche di scattering di luce per determinare dimensioni e peso molecolare dei polimeri: questa linea di ricerca si estese poi allo studio di proteine e di altre macromolecole. Nel 1946 prese la cittadinanza americana e si ritirò dall'insegnamento nel 1952, anche se continuò a dedicarsi alla ricerca fino alla morte.

## Equazioni ed espressioni intitolate a Peter Debye
- schermaggio di Debye - in fisica del plasma, processo per cui il plasma scherma una carica elettrica redistribuendo intorno ad essa le sue particelle cariche
- lunghezza di Debye - distanza necessaria per un completo schermaggio di Debye
- modello di Debye - modello per il calore specifico nei solidi in funzione della temperatura
- Debye - unità di misura del momento di dipolo elettrico
- equazione di Debye - formula per il calcolo di un pattern di diffrazione da polveri
- rilassamento di Debye - rilassamento di una popolazione di dipoli non interagenti in risposta a un campo elettrico alternato esterno
- legge di Debye-Hückel - metodo di calcolo dei coefficienti di attività in una soluzione elettrolitica reale
- funzione di Debye - funzione usata nel calcolo della capacità termica
- fattore di Debye-Waller - misura del disordine in un reticolo cristallino.